# 郭佳紋
郭佳紋（1993年4月18日—）來自臺東縣，臺灣女子籃球運動員，場上位置為前鋒。

## 經歷
- 臺東縣縣立新生國民小學[1]
- HBL高雄市私立普門高級中學
- UBA宜蘭縣佛光大學
- 2016年～2023年--女子超級籃球聯賽（WSBL）台灣電力女子籃球隊

## 個人生活
2022年5月，與陳盈駿登記結婚。

## 外部連結
- 郭佳紋的Instagram帳戶
- 郭佳紋在archive.fiba.com（archived）（英语）
- 郭佳紋在archive.fiba.com（archived）（英语）
- 郭佳紋在fiba3x3.com（英语）
- 郭佳紋在Eurobasket.com（球員）（英语）